# ماركوس ماتا
ماركوس ماتا (بالإسبانية: Marcos Mata) مواليد 1 أغسطس 1986، هو لاعب كرة سلة أرجنتيني يلعب في الدوري البرازيلي لكرة السلة ويحمل الرقم 6. يبلغ طوله 6 قدم 7 بوصة (2.0 م).

## الميداليات
| الميدالية | المسابقة                             |
| --------- | ------------------------------------ |
| برونزية   | بطولة أمم الأمريكتين لكرة السلة 2013 |

## روابط خارجية
- ماركوس ماتا على موقع الاتحاد الدولي لكرة السلة (الإنجليزية)
- ماركوس ماتا على موقع دوري كرة السلة الياباني للمحترفين (اليابانية)
- ماركوس ماتا على موقع الدوري الإسباني لكرة السلة (الإسبانية)
- ماركوس ماتا على موقع كرة السلة الأوروبية.كوم (الإنجليزية)
- ماركوس ماتا على موقع ريلجم (الإنجليزية)
- ماركوس ماتا على موقع بروبوليرز (الإنجليزية)
- ماركوس ماتا على موقع سبورتس رفرنس (الإنجليزية)
- ماركوس ماتا على موقع أوليمبيديا (الإنجليزية)